# الکساندر بیجانیان
الکساندر «آلکس» بیجانیان (زاده ۱۸۹۲ - درگذشته ؟) بازیگر سینما ارمنی‌تبار اهل ایران بود. وی بین سال‌های ۱۹۵۰ تا ۱۹۵۵ میلادی (۱۳۲۹–۱۳۳۴) فعالیت می‌کرد.

## زندگی‌نامه
وی در ۱۸۹۲ میلادی (۱۲۷۱ خورشیدی) در بندر انزلی به دنیا آمد. وی تحصیلات خویش را در مدرسهٔ ارامنهٔ رشت فراگرفت و سپس به همراه گروه تئاتری که از قفقاز جهت اجرای برنامه به ایران آمده بود به این منطقه سفر کرد. پس از چندی وی از چهره‌های شاخص تئاتر شد و به رشت بازگشت.
بجانیان در سال ۱۹۴۹ (۱۳۲۸) به تهران مهاجرت کرد و جذب هنر سینما گردید. از سال ۱۹۵۰ تا ۱۹۵۲ (۱۳۲۹ تا ۱۳۳۱) در فیلم‌های «شرمسار»، «مستی عشق»، «مادر» و «دزد عشق» به کارگردانی اسماعیل کوشان و در فیلم «غروب عشق» به کارگردانی احمد فهمی بازی کرد. او در اغلب فیلم‌ها نقش پدر را ایفا می‌کرد و از این رو بجانیان را اغلب پدر خطاب می‌کردند. تاریخ درگذشت وی نامعلوم است.

## فیلمشناسی
- غروب عشق (۱۳۳۴)
- دزد عشق (۱۳۳۱)
- مستی عشق (۱۳۳۰)
- شرمسار (۱۳۲۹)